# Merosargus varicornis
Merosargus varicornis är en tvåvingeart som beskrevs av James 1971. Merosargus varicornis ingår i släktet Merosargus och familjen vapenflugor.
Artens utbredningsområde är Costa Rica. Inga underarter finns listade i Catalogue of Life.